# Maurecourt
Maurecourt è un comune francese di 4 355 abitanti situato nel dipartimento degli Yvelines nella regione dell'Île-de-France.

## Società

### Evoluzione demografica
Abitanti censiti